# Josep Marvà i Mayer
Josep Marvà i Mayer (Alacant, 8 de gener de 1846-Madrid, 15 d'agost de 1937) va ser un enginyer i militar espanyol, acadèmic de la Reial Acadèmia de Ciències Exactes, Físiques i Naturals.

## Biografia
Graduat a l'Acadèmia d'Enginyers en 1869, va lluitar en la tercera guerra carlina. Després fou professor de l'Acadèmia construcció general, posteriorment va arribar primer a comandant i després a general. En 1896 fou destinat a Cuba, on va encarregar-se de millorar les fortificacions.
Va ser fundador del Laboratori de Material d'Enginyers, una important institució en el desenvolupament industrial del país, que va presidir durant una dècada, des de la seva fundació en 1897 fins a 1907. Va obtenir la Medalla de Plata en l'Exposició Universal de París (1878) i d'or en l'Exposició Universal de Barcelona (1888).
El 1904 va ingressar com a acadèmic de nombre en la Reial Acadèmia de Ciències Exactes, Físiques i Naturals. També va treballar en l'Institut Nacional de Previsió, del que seria president. Va rebre les condecoracions de la Gran Creu de l'Orde del Mèrit Militar, Gran Creu i Placa de la Reial i Militar Orde de Sant Hermenegild, Comanador de l'Orde de Dannebrog (Dinamarca), Comanador de nombre de l'Orde d'Alfons XII i Creu de primera classe de la Corona de Prússia.